# نت بلوكس
نت بلوكس أو نتبلوكس (بالإنجليزية: NetBlocks)‏ هي منظمة غير حكومية تأسَّست عام 2017 وتعملُ على مراقبة أمن الشبكات كما تُراقب حرية الإنترنت في مختلفِ دول العالم. تُوفِّر نت بلوكس أدوات للجمهور لمراقبة تقطع الإنترنت؛ والعواقب الاقتصادية المحتملة لحجب خدمة الأنترنت في مناطق العالَم.

## النشاط
قدمت نت بلوكس خلال الاحتجاجات الباكستانية 2017 معلومات حول حجب مواقع التواصل الاجتماعي على مستوى البلاد من قبل الحكومة الباكستانية، كما قدّمت تقارير حول نفس الموضوع خلال الاحتجاجات العراقية 2019 بالإضافةِ إلى مواضيع مُفصَّلة عن الخسائر المُحتملة نتيجة قطع الإنترنت، والذي استمرَّ لعدة أيام، حيثُ بلغت الخسائر المقدرة بنحو مليار و358 مليون دولار خلال شهر تشرين الأول/أكتوبر. نشرت مؤسّسة نت بلوكس أيضًا الخسائر المحتملة لحجبِ خدمة الإنترنت في زيمبابوي والتي استمرت ثلاثة أيّام على خلفية أزمة الوقود في البلاد وبلغت الخسائر ما يقدر بنحو 17 مليون دولار.